# Lapidogorgia batseba
Lapidogorgia batseba is een zachte koraalsoort uit de familie Plexauridae. De koraalsoort komt uit het geslacht Lapidogorgia. Lapidogorgia batseba werd in 2000 voor het eerst wetenschappelijk beschreven door Grasshoff. 